# Carrie Ann Inaba
Carrie Ann Inaba (Honolulu, Hawái, 5 de enero de 1968) es una bailarina, coreógrafa, jueza de televisión, actriz, presentadora y cantante estadounidense, más conocida por su trabajo en el programa de ABC, Dancing with the Stars.
Comenzó su carrera como cantante en Japón, pero se hizo más conocida por su carrera de baile, primero presentándose a la audiencia estadounidense como uno de las Fly Girls originales en la serie de comedia In Living Color. Ha aparecido como una de los tres, más tarde cuatro jueces en Dancing with the Stars.

## Inicios
Inaba nació y creció en Honolulu, Hawái, graduada de la escuela Punahou School en 1986. Ella es de ascendencia filipina, española, irlandesa, china y japonesa. Asistió a la Universidad Sofía y a la Universidad de California en Irvine antes de graduarse de la Universidad de California en Los Ángeles con un licenciatura en artes y culturas mundiales.

## Carrera

### Canto
Inaba, quien habla japonés, vivió en Tokio de 1986 a 1988 y fue una cantante popular. Ella realizó solo tres sencillos, «Party Girl» (respaldado con "China Blue"), «Be Your Girl» (respaldado con "6½ Capezio") y «Yume no Senaka» (respaldado con "Searching") y presentó semanalmente las series de radio y televisión.

### Baile
Después de regresar a América, Inaba apareció como una de las "Fly Girls", un grupo de bailarines de respaldo en la serie de televisión In Living Color de 1990 hasta 1992. También actuó con el cantante canadiense Norman Iceberg y los bailarines Viktor Manoel (de la gira «Glass Spider» de David Bowie) y Luca Tommassini en el famoso Glam Slam de Prince. Inaba apareció como bailarina durante la gira mundial de Madonna de 1993, The Girlie Show World Tour.

### Aparición en cine y televisión
Inaba apareció en la película Austin Powers in Goldmember (2002) como Fook Yu, junto a Diane Mizota, que interpretó a su hermana gemela Fook Mi. Las dos mujeres no están relacionadas, pero cuando Mizota había sido elegido para su papel, le preguntaron si conocía a actrices que se asemejaban a ella y sugirió Inaba. Inaba, que había aparecido brevemente en Austin Powers: The Spy Who Shagged Me, se le dio el papel y las dos mujeres fueron elegidas para aparecer como gemelos idénticos. Inaba y Mizota volverían a reprender sus papeles con Mike Myers en un comercial para  Motorola.
Inaba ha actuado (generalmente como bailarina) en las películas Monster Mash, Lord of Illusions, Showgirls, Boys and Girls, Flintstones II, Freak y American Virgin y en las series de televisión Jack & Jill y Nikki.
Inaba ha aparecido en The View, la competencia de talentos de ABC Dance War: Bruno vs. Carrie Ann, y el especial de FOX, Grandes secretos de la magia finalmente revelados.
Inaba fue una inivitada estrella interpretando a Tina, la coreógrafa de Hannah, en el episodio de Hannah Montana, «Papa's Got A Brand New Friend».
TV Guide Network anunció que habían seleccionado a Inaba para presentar la cobertura de la alfombra roja en vivo, a partir de los Primetime Emmy Awards 2009.
En octubre de 2010, Inaba fue nombrada presentadora del resurgimiento de la programa de concursos 1 vs. 100'' en GSN. Después de la primera temporada, Inaba anunció que no volvería a presentar el programa.

### Coreografía
Inaba ha coreografiado varias series de televisión, incluyendo American Idol, American Juniors, All American Girl, He's a Lady, The Partridge Family (en la que también apareció en el aire), Married by America, The Sexiest Bachelor in America Pageant, The Swan y Who Wants to Marry a Multi-Millionaire?. Ella también coreografió el desfile de Miss America durante cinco años. Apareció en la primera temporada de So You Think You Can Dance durante las etapas de la audición donde proporcionó la coreografía para la "ronda de coreografía".
Inaba se desempeñó como juez honorario en los Campeonatos Nacionales de DanceSport de Estados Unidos en 2009.

### Producción de película
Inaba es el fundador y presidente de EnterMediArts, Inc., una productora de video. Ella dirige, escribe y edita películas. Su trabajo incluye E! Behind The Scenes Miss America Special, 7th Festival of the Pacific Arts, A Portrait of IVI y Beyond the Dancing Image, junto con el cortometraje Black Water.

## Vida personal
El 14 de diciembre de 2016, Inaba anunció que ella y el actor Robb Derringer se comprometieron. Derringer hizo la propuesta en una playa romántica, aislada en la costa de California, donde fue el sitio de su primera cita.
El 31 de marzo de 2011, el episodio de Live with Regis and Kelly, Regis Philbin estaba «respondiendo» a una carta pidiendo un consejo sobre cómo proponer matrimonio. Las luces se apagaron justo antes de que el novio de Inaba, Jesse Sloan, apareciera en el escenario. Con los violinistas tocando en el fondo, Sloan, inclinado sobre una rodilla, pidió la mano de Inaba, a la que ella respondió: «¡Sí, me casaré contigo!».
Inaba y Jesse se reunieron en el sitio de citas en línea eHarmony.
En una entrevista con US Weekly en 2011, Inaba declaró que ella y Sloan se casarían en el verano de ese año. En septiembre de 2012, un representante de Dancing with the Stars anunció que Inaba y Sloan habían terminado amigablemente su compromiso.
En una entrevista de 2011 con Prevention, Inaba afirma que es legalmente ciega, con una visión de 20/750 que se corrige con anteojos y lentes de contacto. La Fundación Estadounidense para Ciegos define la ceguera legal como una visión peor que 20/200 con la mejor corrección posible (incluso con lentes correctoras). También reveló que sufre de estenosis espinal.
También tiene Síndrome de Sjögren, una enfermedad crónica inflamatoria autoinmune crónica que destruye las glándulas productoras de humedad. Como embajador y portavoz nacional de la Fundación del Síndrome de Sjogren, ella está comprometida a aumentar el conocimiento del síndrome y promover la financiación para la investigación, el tratamiento y una cura.
Inaba ha expresado un gran amor y respeto por los animales, apoyando organizaciones como la Sociedad Humana de los Estados Unidos y a PETA, y lanzando la Carrie Ann Animal Foundation en 2012.

## Filmografía

### Películas
| Año  | Película                              | Papel                             | Notas                  |
| ---- | ------------------------------------- | --------------------------------- | ---------------------- |
| 1993 | Rhythm & Jam                          | Bailarina                         | Película de televisión |
| 1995 | Lord of Illusions                     | Bailarina                         |                        |
| 1995 | Showgirls                             | Diosa bailarina                   |                        |
| 1995 | Monster Mash: The Movie               | Bailarina número 2                | Directo a DVD          |
| 1999 | Austin Powers: The Spy Who Shagged Me | La bailarina número 1 de Felicity |                        |
| 1999 | American Virgin                       | Hiromi                            | Directo a DVD          |
| 2000 | Boys and Girls'                       | Bailarina                         |                        |
| 2002 | Austin Powers in Goldmember           | Fook Yu                           |                        |

### Televisión
| Año           | Programa               | Papel        | Notas                                   |
| ------------- | ---------------------- | ------------ | --------------------------------------- |
| 1990–1992     | In Living Color        | Fly Girl     | 68 episodios                            |
| 1999          | Jack & Jill            | Bailarina    | Episodio: Fear and Loathing in Gotham   |
| 2000–2001     | Nikki                  | Bailarina    | 4 episodios                             |
| 2005–presente | Dancing with the Stars | Juez         | Reality Show ABC                        |
| 2009          | Hannah Montana         | Tina         | Episodio: Papa's Got a Brand New Friend |
| 2010–2011     | 1 vs. 100              | Presentadora |                                         |
| 2017–presente | The Talk               | Presentadora |                                         |